# Tibouchina urvilleana
Tibouchina urvilleana ist eine Pflanzenart in der Familie der Schwarzmundgewächse aus dem südöstlichen Brasilien.

## Beschreibung
Tibouchina urvilleana wächst als immergrüner Strauch oder kleiner Baum bis über 4 Meter hoch. Die Zweige sind behaart. Die bräunliche Borke ist relativ glatt. Sie bildet Dickichte und gilt in verschiedenen Ländern als invasiv, so in Hawaii und Südafrika.
Die gegenständigen und gestielten, runzligen Laubblätter sind vor allem unterseits weich behaart. Die Blattstiele sind behaart. Die Blätter sind bis 12 Zentimeter lang, eiförmig bis lanzettlich, teils leicht herzförmig, ganzrandig und spitz bis zugespitzt. Die Nervatur fünf- bis siebenzählig.
Es werden endständige und wenigblütige Rispen, mit zymösen Blütengruppen, welche von zwei großen, abfallenden Tragblättern begleitet werden, gebildet. Die großen, zwittrigen, kurz gestielten und fünfzähligen Blüten mit doppelter Blütenhülle sind violett bis purpur. Es sind jeweils zwei behaarte, rötliche Deckblätter vorhanden. Es ist ein borstig behaarter, rötlich-grüner und länglicher Blütenbecher ausgebildet. Der rötlich-grüne Kelch mit schmalen, spitzen Zipfeln ist behaart. Die dachigen, verkehrt-eiförmigen und drüsig bewimperten Petalen sind bis 3,5 Zentimeter lang. Die bis zu 10 Staubblätter mit drüsigen Staubfäden sind ungleich lang, die Hälfte ist länger, mit hakigen, priemlichen Antheren bzw. Konnektiven mit zwei kleinen Anhängseln an der Basis. Der mehrkammerige Fruchtknoten ist unterständig mit langem, schlankem und gebogenem, drüsig-behaartem Griffel mit kleiner Narbe.
Es werden pelzig behaart und vielsamige, krugförmige, etwa 0,9–1,4 Zentimeter lange, lokulizidale Kapselfrüchte mit Kelchresten gebildet. Die ungleichförmigen Samen sind schwärzlich.

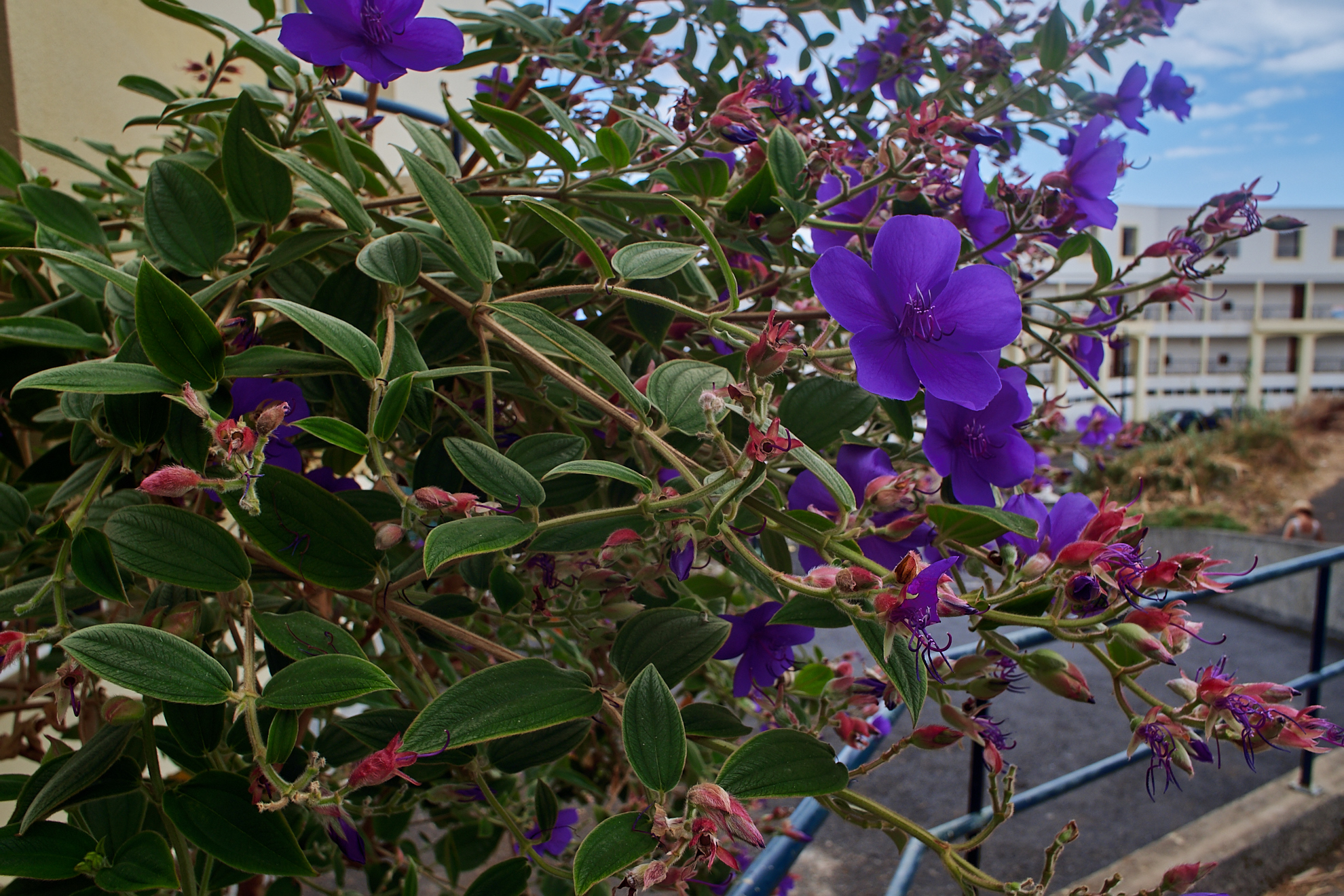
Blütenstände
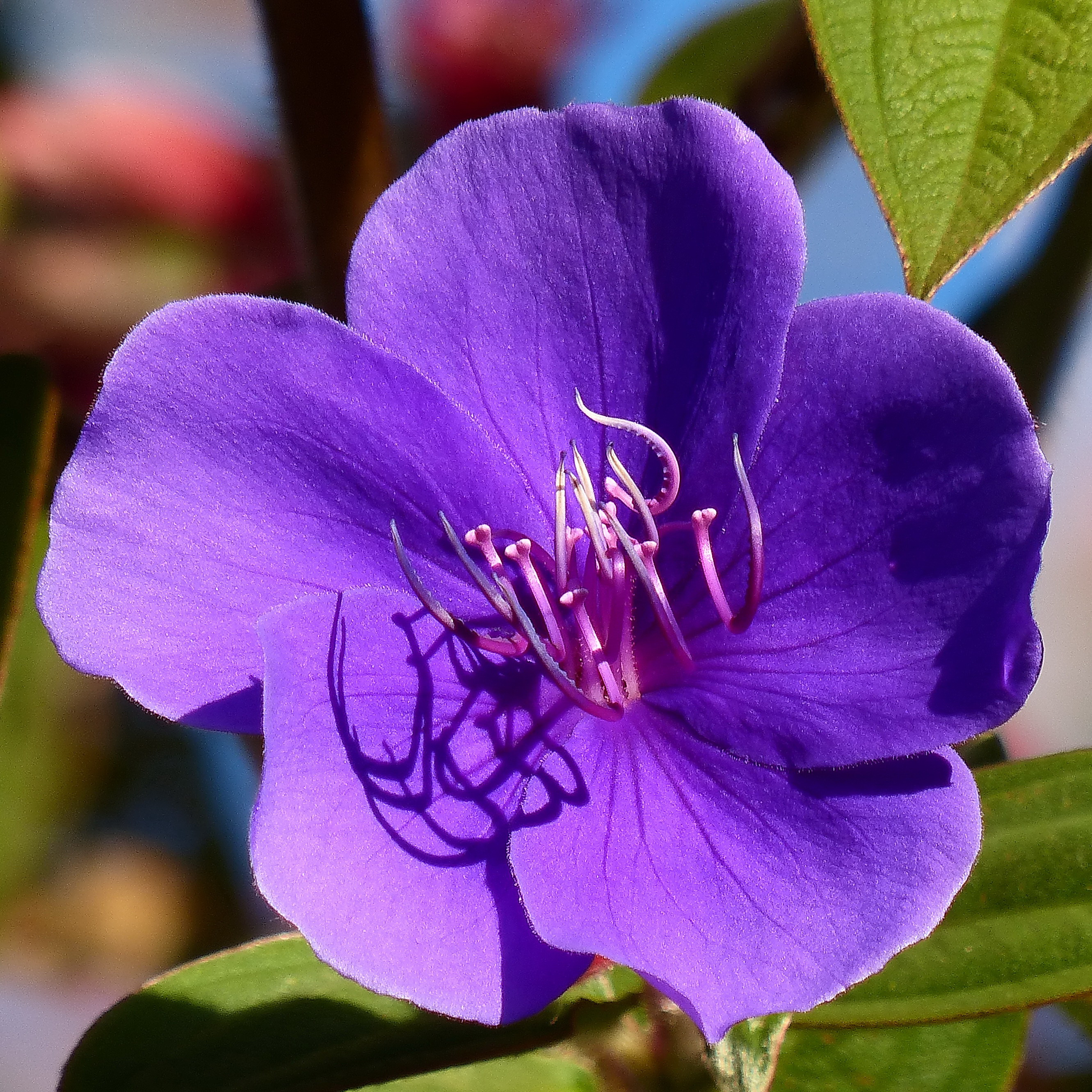
Blüte
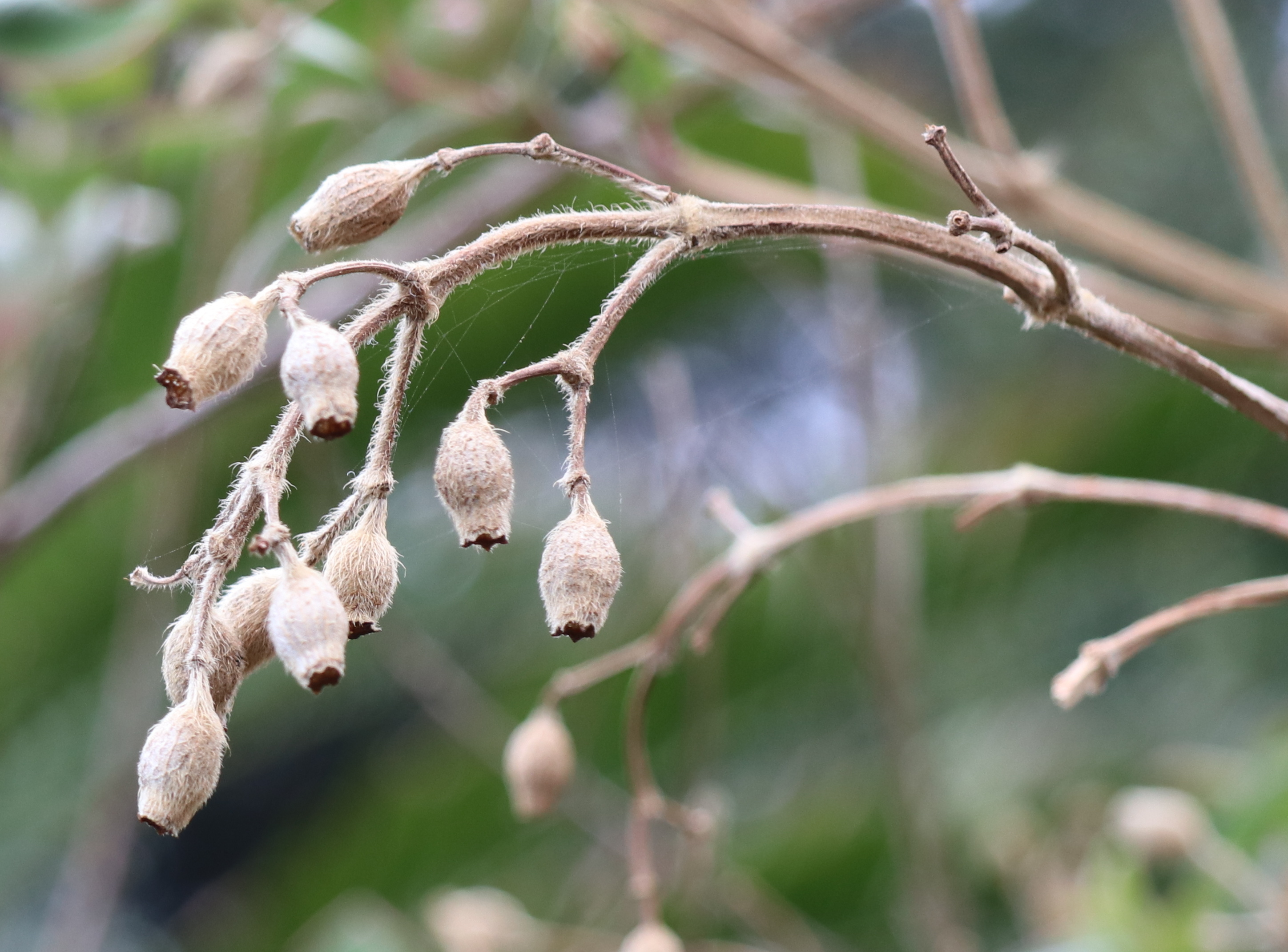
Früchte